# Scandinavian Music Group
A Scandinavian Music Group (röviden SMG) egy 2002-ben alakított finn együttes, amelyik az 1990-es évek sikeres zenekarának, az Ultra Brának a tagjaiból verbuválódott.

## A zenekar története

### Az Ultra Bra
Az Ultra Bra nevű finn rockegyüttes 1994 és 2001 között létezett. Zenéjük nem csak rock műfajú volt, hanem egyben pop-rock is. 1998-ban ők szerették volna képviselni Finnországot az Eurovíziós Dalfesztiválon, a hazai válogatón végül nem nyertek, de a versenydaluk, a Tyttöjen välisestä ystävyydestä akkor sláger lett. Az Ultra Bra dalainak hangzásában nagy szerepe volt Terhi Kokkonen gyönyörű hangjának, valamint dalszövegíró képességének, akárcsak az együttes másik tagjának, Joel Melasnieminek is a zene- és dalszövegírói tevékenysége uralta az együttest. Az együttes tagjai 2001-ben elhatározták, hogy abbahagyják az együtt zenélét, és egy másik projektbe kezdenek.

### A Scandinavian Music Group
Az együttes minden tagja játszott korábban a sikeres Ultra Bra nevű zenekarban, amely 2001-ben oszlott fel. Egy másik együttes alapításának gondoltat már 2000-ben felmerült, amikor úgy volt, hogy az együttes felbomlik. Az első dalok még az ultra brás korszak kiadatlan dalaiból születtek. Eredetileg úgy volt, hogy az együttes minden tagja fog dalt írni, de végül a későbbiekben csak Terhi Kokkonen és Joel Melasniemi írt dalokat.
Az együttes 2002 januárjában lépett először színre, első sikerük a Kun tuuli oli viilee / Kun puut tekee seittiä kislemez volt, amint a rádiók játszani kezdték február elején, hamarosan a finn játszási lista 3. helyére kerültek. Az első koncertjük 2002. február 15-én volt Tamperében, ami után a fellépések Helsinkiben, Jyväskyläben és Turkuban folytatódtak. A koncerten játszott dalokból született meg az első nagylemezük, az Onneliset kohtaa, amit 2002. szeptember 9-én adtak ki. Az első koncertek idején igaz, még csak négy daluk volt, de a későbbi koncertezések során megszületett a többi dal is. Az első nagylemez azonnal a játszási lista első helyén találta magát. Az album legnagyobb slágere a Minne katosi päivät volt, melyből videóklip is készült.
2003 tavaszán, miután Tommi Saarikivi kivált a zenekarból, Anssi Växby érkezett a helyére basszistának (Anssi amúgy finnországi svéd). 2003 nyarán az együttes újult erővel koncertezett a jelentősebb finn fesztiválokon, mint a Provinssirockon, a Ruisrockon, a Tammerfesten és az Ankkarockon.
Az együttes második lemezéhez, a Nimikirjaimet-hez már 2002 végén nekiálltak, de csak 2004. március 24-én jelent meg. a lemez a finn listán tizenegyedik lett. A lemezt a főképp az együttes tagjai (úgymint Terhi Kokkonen, Joel Melasniemi – valamint olyan Ultra Bra tagok, mint Kerkko Koskinen és Juhani Merimaa) által 2004-ben alapított Cortison Records adta ki.
2004-ben a korábbi sikeres akusztikus dalokkal hat finn városban léptek fel, majd az elektromos gitárokat akusztikus gitárokra cserélték ki, a basszusgitárt kontrabasszussal, és a dobok mellé még egyéb hangkeltő zeneszerszámokat szereztek be. 2005 tavaszán egy újabb akusztikus turnét szerveztek. 2005 nyarán már nem turnéztak, hanem a következő lemezre készültek.
A harmadik nagylemez, a Hölmö rakkaus, 2006. március 1-jén jelentették meg, ami a finn listán hatodik lett, bár nagyon keveset játszották ezeket a dalokat a rádióban. A lemez elkészítésében nagy segítség volt az Ihmepoika nevű finn együttes gitárosa, Kyösti Salokorpi, aki már korábban is részt vett az együttes munkálataiban gitárosként (az együttes Ylpeä sydän című klipjében is többször látható, ugyanúgy, ahogy a Hölmö rakkausban is.). A Négyes csatornán (finnül Nelonen) futó Kaikki kunnossa műsor egyik zenéje a Hölmö rakkaus volt.
Az együttes negyedik (és eddig az utolsó) albuma, a Missä olet Laila? 2007. október 3-án jelent meg, a finn listán a hatodik helyig emelkedett, megintcsak rádiós játszások nélkül. Az album később leesett a 17. helyig, majd 2008 februárjában a 10. helyig jutott fel. Az albumon hallható még Pauliina Kokkonen és Miikka Paatelainen is.
Az SMG egy 2008 őszén, Melkein vieraissa – Nimeni on Dingo címmel kiadott emlékalbumon is szerepelt. Daluk, a Levoton tuhkimo 2008 májusában jelent meg először, ez került a válogatásalbumra.
Az együttes 2009. április 1-én adja ki legújabb, immár ötödik albumát, Palatkaa Pariisiin! címmel. Az album a szokásos műanyag dobozos kiadás mellett digitális változatban is elérhető lesz. Joel Melasniemi elmondása szerint ez az album sokkalta inkább folk- és country-stílusú lesz, szemben a korábbi pop rock és rock stílussal. Az első kislemez az új albumról a Näin minä vihellän matkallani lett, ez 2009. február 23-án jelent meg.
Az együttes első válogatáslemeze Näin minä vihellän matkallani címmel 2009 őszén jelent meg (az eredeti címe Onnen laulut lett volna, azaz a szerencse dalai), ezen öt korábbi album dalaiból válogattak, valamint két újra hangszerelt korábbi daluk is rákerült. A lemezen az együttest segítette énekkel és zenével Kauko Röyhkä, Paula Koivuniemi, Chisu, Mikko von Hertzen, Lauri Tähkä és Janne Laurila.

## Az együttes tagjai
| Terhi Kokkonen | Joel Melasniemi | Antti Lehtinen | Anssi Växby  |
| -------------- | --------------- | -------------- | ------------ |
|                |                 |                |              |
| ének           | gitár           | dob            | basszusgitár |

Valamint korábbi tagok (akikkel azért néha együtt lépnek fel):
| Kyösti Salokorpi | Miika Paatelainen | Pauliina Kokkonen | Hanna Tuomela |
| ---------------- | ----------------- | ----------------- | ------------- |
|                  |                   |                   |               |
| gitár            | szintetizátor     | ének              | ének          |

## Diszkográfia

### Albumok

#### Onnelliset kohtaa–2002
|  | 1. Kun tuuli oli viilee 3.03 2. Minne katosi päivät 3.32 3. Onnelliset kohtaa 4.39 4. Ei mulle riitä 4.24 5. Tällaisena kesäyönä 3.47 6. Tästä eteenpäin 3.00 7. Luoksesi 2.36 8. Ei mun oo hyvä olla yksin 4.07 9. Sä 6.13 10. Vastusta mua 3.42 11. Kaupunki allapäin 4.05 12. Kun puut tekee seittiä 4.53 |

##### Kislemezek
- Kun tuuli oli viilee
- Tällaisena kesäyönä
- Minne katosi päivät
- Ei mun oo hyvä olla yksin

##### Videóklipek
Az album dalai közül a Minne katosi päivät és az Ei mun oo hyvä olla yksin című számhoz videóklip is készült.

#### Nimikirjaimet–2004
|  | 1. 100 km Ouluun 3:44 2. Helsinkiin 4:27 3. Tiistai 3:44 4. Huomisen sää 4:03 5. Talvipuutarhaan 3:33 6. Nimikirjaimet 6:10 7. Onnellinen nainen 3:44 8. Kaikkeen kyllästyy 3:11 9. Elena 4:40 10. Säälittävä syksy 3:58 11. Kun kuolen 4:24 12. Juokseva mies 3:25 |

##### Kislemezek
- 100 km Ouluun
- Säälittävä syksy
- Huomisen sää

##### Videóklipek
Az album dalai közül a 100 km Ouluun című számhoz videóklip is készült.

#### Hölmö rakkaus ylpeä sydän–2006
|  | 1. Valmis 2. Hölmö rakkaus 3. Ylpeä sydän 4. Katu päättyy aurinkoon 5. Ota minusta puolet 6. Vierailla kallioilla 7. Opin valehtelemaan 8. Ilman sinua olen lyijyä 9. Solmu 10. Etten säikytä kaloja |

##### Kislemezek
- Valmis – 2005
- Hölmö rakkaus – 2005
- Ylpeä sydän – 2005

##### Videóklipek
Az album dalai közül az Ylpeä sydän és a Hölmö rakkaus című számhoz videóklip is készült.

#### Missä olet Laila?–2007
|  | 1. Joisin viskin ja nousisin 4:24 2. Vieläkö soitan banjoa? 4:24 3. Lopulta olemme kuitenkin yksin 3:29 4. Naurava turskan kallo 4:12 5. Emmylou 3:48 6. Mustana, maidolla, kylmänä, kuumana 2:45 7. Tahdon uudet silmät 3:25 8. Lupaus kesästä 3:38 9. Itkevä lintu 3:26 10. Rauhan laulu 6:11 11. Missä olet Laila? 4:04 |

##### Kislemezek
- Vieläkö soitan banjoa? – 2007. július 9.
- Mustana, maidolla, kylmänä, kuumana – 2007
- Naurava turskan kallo2007. december 17.

##### Videóklipek
Az album dalai közül a Vieläkö soitan banjoa című számhoz videóklip is készült.

#### Palatkaa Pariisiin!–2009
|  | 1. Nils sanoi jag älskar dig 2. Huutelen pimeään 3. Näin minä vihellän matkallani 4. Takarivin pojille 5. Lissabon 6. Se sitä ja se tätä 7. Onni on perintöä 8. Casablanca 9. Rakas Maria 10. Juhannus |

##### Kislemezek
Az új album első kislemeze a Näin minä vihellän matkallani, amelyik 2009. február 29-én jelent meg.

## Külső hivatkozások
- Az együttes hivatalos honlapja
- Az együttes a YouTube-on
- Az együttes a MySpace-en

## Fordítás
- Ez a szócikk részben vagy egészben  a   Scandinavian Music Group című finn Wikipédia-szócikk ezen változatának fordításán alapul.  Az eredeti cikk szerkesztőit annak laptörténete sorolja fel. Ez a jelzés csupán a megfogalmazás eredetét és a szerzői jogokat jelzi, nem szolgál a cikkben szereplő információk forrásmegjelöléseként.